# Mohamed Soubei
Mohamed Said Soubei (arab. محمد الســيد سبيع; ur. 15 maja 1954, zm. 8 października 2013) – egipski judoka. Olimpijczyk z Los Angeles 1984, gdzie zajął dwudzieste miejsce wadze półlekkiej.
Uczestnik mistrzostw świata w 1981 i 1983. Brązowy medalista igrzysk śródziemnomorskich w 1979 roku.

## Letnie Igrzyska Olimpijskie 1984
| Konkurencja | Eliminacje           | Klas. końcowa |
| Konkurencja | Przeciwnik I         | Miejsce       |
| ----------- | -------------------- | ------------- |
| 65 kg       | Josef Reiter (AUT) P | 20.           |